# Indische Logik
Als indische Logik bezeichnet man im engeren Sinn das System der Logik, das eine der sechs Schulen der indischen Philosophie darstellt (Nyaya). Im weiteren Sinn zählt man die buddhistische und die jainistische Logik dazu. Sie stellt sämtliche Lehren der Logik indischer Gelehrter dar. Die indische Logik gilt neben der griechischen Logik und der chinesischen Logik als eine der drei traditionsreichen Logiken.

## Ursprünge
Die Geschichte der indischen Logik umfasst mehr als 23 Jahrhunderte. Im 6. Jahrhundert v. Chr. gründete Medhatithi Gautama die Anviksiki als Schule der Logik. Das Epos Mahabharata beruft sich sowohl auf Anviksiki als auch der Tarka als logische Instanz.
Der Sanskrit-Grammatiker Panini entwickelte ein Reglement für das Sanskrit, das einige Gemeinsamkeiten mit der Logik George Booles besitzt, um mit ihr die Grammatik der Sprache formulieren zu können. Des Weiteren wurde die indische Logik beeinflusst durch das philosophische System des Vaisheshika, der deduktiven Analyse des Gautama Rishi und in den Tetralemma des Nagarjuna.
Die 129. Hymne des 10. Kreises des Rigveda, die Nasadiya Sukta, enthält ontologische Spekulationen, an denen verschiedene logische Einteilungen durchgeführt werden können, die später zu den Urteilsvierkant des catuskoti umgeformt wurden: „A“, „nicht A“, „A und nicht A“ wie auch „nicht (A und nicht A)“. Im Arthashastra beschreibt Chanakya (von 350–283 v. Chr.) die Logik als ein von der Prüfung des Anviksiki unabhängiges Feld.

## Sechs Schulen

### Vaisheshika
Das Vaisheshika ist eine der sechs hinduistischen Schulen der indischen Philosophie. Sie ist eng mit der hinduistischen Schule der Logik des Nyaya verbunden. Die Vaisheshika vertritt einen atomistischen Standpunkt und postuliert, dass sämtliche physischen Objekte im Universum in eine endliche Anzahl an Atomen zerlegbar sind. Ursprünglich wurde sie von Kanada im 2. vorchristlichen Jahrhundert vorgeschlagen.

### Tetralemma
Im 2. Jahrhundert n. Chr. entwickelte der buddhistische Philosoph Nagarjuna die logische Form des Tetralemma, die auch als Catuskoli bekannt ist.

### Nyaya
Nyaya ist eines der sechs orthodoxen Systeme der indischen Philosophie, besonders der Schule der Logik. Das Nyaya basiert auf Texten, die als Nyaya Sutra bekannt sind und von Gautama Rishi im 2. Jahrhundert n. Chr. verfasst worden sind. Der wichtigste Beitrag zur indischen Logik besteht in ihrer Lehre der Methode. Diese Methode liegt in ihrem logischen System begründet, das von nahezu allen anderen indischen Schulen übernommen wurde. Hier verhält es sich ähnlich wie mit der aristotelischen Logik, welche die westliche Wissenschaft und Philosophie maßgeblich beeinflusst hat.
Anhänger des Nyana glauben, dass das Erzielen gültigen Wissens der einzige Weg ist, um die Befreiung vom Leid zu erreichen. Deshalb nehmen sie große Mühe auf sich, um gültige Quellen des Wissens zu identifizieren und diese von den bloßen falschen Meinungen zu unterscheiden. Gemäß der Schule des Nyana gibt es vier Quellen des Wissens (Pramana): die Wahrnehmung (pratyaksha), die Schlussfolgerung (anumana), den Vergleich (upamana) und die verbale Mitteilung (shabda). Aus ihnen bezogene Wissensansprüche können natürlich dennoch entweder gültig oder ungültig sein. Als Reaktion darauf gingen viele Gelehrte des Nyaya erneut den mühevollen Weg, um zu identifizieren, was Wissensansprüche gültig macht. Während dieses Prozesses schufen sie einige erklärende Systeme.

### Logik des Jainismus
Der Jainismus erbrachte einen einzigartigen Beitrag zur Entwicklung der Logik, da er sich mit erkenntnistheoretischen Problemen befasste, nämlich hinsichtlich der Natur des Wissens, wie Wissen erlangt werden kann und wie man sagen kann, dass Wissensansprüche verlässlich sind. Die jainistische Logik hatte ihre Blütezeit zwischen dem 6. Jahrhundert v. Chr. bis ins 17. Jahrhundert hinein. Bezugnehmend auf Jainisten sollte das ultimative Grundsatz immer logisch sein. Kein Prinzip darf ohne jegliche Logik und Begründung sein.
- Anekantavada - Die Theorie des relativen Pluralismus oder der Vielfältigkeit;
- Syadvada – Die Theorie der abhängigen Behauptung und;
- Nayavada – Die Theorie der partiellen Standpunkte.

Diese jainistischen philosophischen Konzepte beinhalten wichtige Beiträge der altindischen Philosophie, besonders in den Bereichen des Skeptizismus und des Relativismus.
Folgende Liste enthält Philosophen des Jainismus, die zur Logik des Jainismus beigetragen haben:
- Kundakunda (2. Jahrhundert n. Chr.); Vertreter der jainistischen Mystik und des Anekantavada, eine Lehrmeinung, welche die Natur der Seele und ihrer Verschmutzung durch die Materie thematisiert.
- Umasvati (2. Jahrhundert n. Chr.); Autor des ersten jainistischen Werkes, der Tattvarthasutra. Er legt die jainistische Philosophie und sämtliche jainistische Sekten in systematisierter Form einwandfrei dar.
- Siddhasen Diwakar (5. Jahrhundert n. Chr.); jainistischer Logiker und Autor einiger Werke in Sanskrit und Prakrit, welche die jainistischen Standpunkte, die Erkenntnis und die Objekte der Erkenntnisse erklären.
- Haribhadra (8. Jahrhundert n. Chr.); ein jainistischer Denker, Autor und großer Befürworter des Anekantavada und des klassischen Yoga als ein soteriologisches System in jainistischem Kontext.
- Hemachandra (1089–1172 n. Chr.); ein jainistischer Denker, Autor, Historiker, Grammatiker und Logiker.
- Yashovijaya (1624–1688 n. Chr.); Logiker, der als der letzte Intellektuelle der jainistischen Philosophie gilt.

### Buddhistische Logik
Die buddhistische Logik wird Pramana genannt und erlebte ihre Blüte zwischen 500 und 1300 nach Christus. Als die drei Hauptautoren des Pramana werden Vasubandhu, Dignaga und Dharmakirti angesehen. Als die bedeutendsten theoretischen Leistungen werden die Lehre des Trairupya (Sanskrit त्रैरूप्य) und das formale System des Hetuchakra (Sanskrit हेतुचक्र) angesehen. Dennoch ist nach wie vor eine lebendige Tradition der buddhistischen Logik und den tibetischen buddhistischen Traditionen erhalten geblieben, da die Logik ein wichtiger Teil der Ausbildung der Mönche ist.

### Navya-Nyaya
Das Navya-Nyaya oder die neue logische Schule der indischen Philosophie wurde im 13. Jahrhundert vom indischen Philosophen Gangesha Upadhyaya begründet. Sie war eine Weiterentwicklung der klassischen Schule des Nyaya. Die Schule wurde darüber hinaus von den Arbeiten der früheren Philosophen Vachaspati Mishra (900 bis 980 n. Chr.) und Udayana (spätes 10. Jahrhundert) beeinflusst. Gangeshas Buch Tattvachintamani wurde teilweise als Antwort auf das Werk Khandanakhandakhadya des Shriharsha geschrieben, eine Verteidigung des Advaita Vedanta, die unter anderem die Theorien des Nyaya bezüglich des Denkens und der Sprache gründlich kritisiert. Gangesha untersuchte die Kritik des Shriharsha an der Nyaya selbst kritisch. Ihm gelang, worin Shriharsha scheiterte: die realistische Ontologie gründlich zu bezweifeln. Beide Kritiken aber zeigten, dass die logischen und sprachlichen Werkzeuge des Nyaya einer Verbesserung bedurften, um diese präziser zu gestalten. Die Tattvachintamani behandelt sämtliche wichtigen Aspekte der indischen Philosophie, der Logik, der Mengenlehre und besonders der Epistemologie, die von Gangeśa explizit untersucht wurde. Er entwickelte und erweiterte das Schema des Nyaya. Die Ergebnisse, besonders seine Analyse der Erkenntnis, wurden von späteren Mitgliedern der Schule aufgegriffen.
Das Navya-Nyaya entwickelte eine anspruchsvolle Sprache und ein begriffliches Schema, das es ermöglicht, logische und erkenntnistheoretische Probleme zu analysieren und zu lösen. Es systematisiert alle Konzepte des Nyaya in vier Hauptkategorien: Sinne oder Wahrnehmung (pratyaksha), Schlussfolgerung (anumana), Vergleich oder Ähnlichkeit (upamana) und die verbale Mitteilung (shabda).

## Einfluss der indischen Logik auf die moderne Logik
Im späten 18. Jahrhundert begannen britische Gelehrte, sich für die indische Philosophie zu interessieren, und entdeckten die Raffinesse der indischen Untersuchung der Beweisführung. Diese Auseinandersetzung mit der indischen Philosophie gipfelte in Henry Thomas Colebrookes The Philosophy of the Hindus: On the Nyaya and Vaisesika Systems von 1924, das eine Analyse der Beweisführung und Gegenüberstellung zu der aristotelischen Logik beinhaltet. Das Buch resultiert in der Beobachtung, dass die aristotelischen Syllogismen nicht von Bedeutung für die indischen Syllogismen sind.
Die Mathematiker sind sich heute des Einflusses der indischen Mathematik auf die europäische bewusst, worauf bereits Hermann Weyl 1928 hinwies.
Als die beiden bedeutendsten Erforscher der indischen Logik im 20. Jahrhundert gelten Fjodor I. Schtscherbatskoi und Satichandra Vidyabhushana.